# Хвойниця (притока Нітри)
Хвойниця (словац. Chvojnica) — річка в Словаччині; права притока Нітри. Протікає в окрузі Пр'євідза.
Довжина — 15 км. Витікає в масиві Стражовські-Врхи на висоті 780 метрів.
Протікає територією сіл Хвойніца; Малинова і Недожери-Брезани.